# Alaska Wing Civil Air Patrol
A Alaska Wing Civil Air Patrol (AKWG) é uma das 52 "alas" (50 estados, Porto Rico e Washington, D.C.) da "Civil Air Patrol" (a força auxiliar oficial da Força Aérea dos Estados Unidos) no Estado do Alaska. A sede da Alaska Wing está localizada na Elmendorf Air Force Base em Anchorage, Alasca. A Alaska Wing consiste em mais de 700 cadetes e membros adultos distribuídos em 17 locais espalhados por todo o Estado.
A ala do Alaska é membro da Região do Pacífico da CAP juntamente com as alas dos seguintes Estados: California, Hawaii, Nevada, Oregon e Washington.

## Missão
A Civil Air Patrol tem três missões: fornecer serviços de emergência; oferecer programas de cadetes para jovens; e fornecer educação aeroespacial para membros da CAP e para o público em geral.

## Serviços de emergência
A CAP fornece ativamente serviços de emergência, incluindo operações de busca e salvamento e gestão de emergência, bem como auxilia na prestação de ajuda humanitária.
A CAP também fornece apoio à Força Aérea por meio da realização de transporte leve, suporte de comunicações e levantamentos de rotas de baixa altitude. A Civil Air Patrol também pode oferecer apoio a missões de combate às drogas.

## Programas de cadetes
A CAP oferece programas de cadetes para jovens de 12 a 21 anos, que incluem educação aeroespacial, treinamento de liderança, preparo físico e liderança moral para cadetes.

## Educação Aeroespacial
A CAP oferece educação aeroespacial para membros do CAP e para o público em geral. Cumprir o componente de educação da missão geral da CAP inclui treinar seus membros, oferecer workshops para jovens em todo o país por meio de escolas e fornecer educação por meio de eventos públicos de aviação.

## Organização

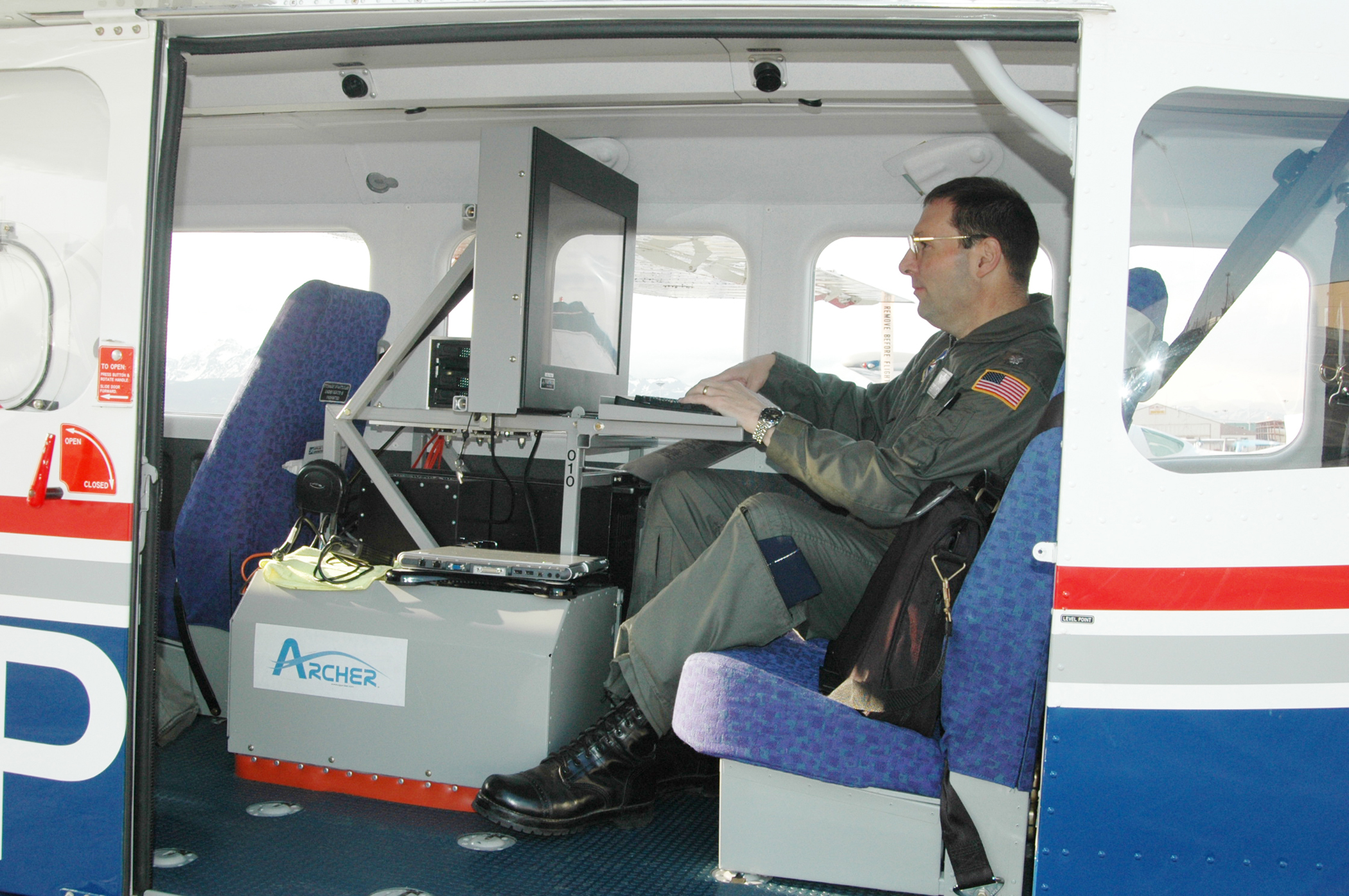
O tenente-coronel Stuart Goering, do Alasca Civil Air Patrol Wing, prepara um disco rígido externo para o sistema ARCHER antes de uma missão que antecedeu o exercício militar conjunto "Alaska Shield/Northern Edge" mapeando o oleoduto do Alasca em 2007.

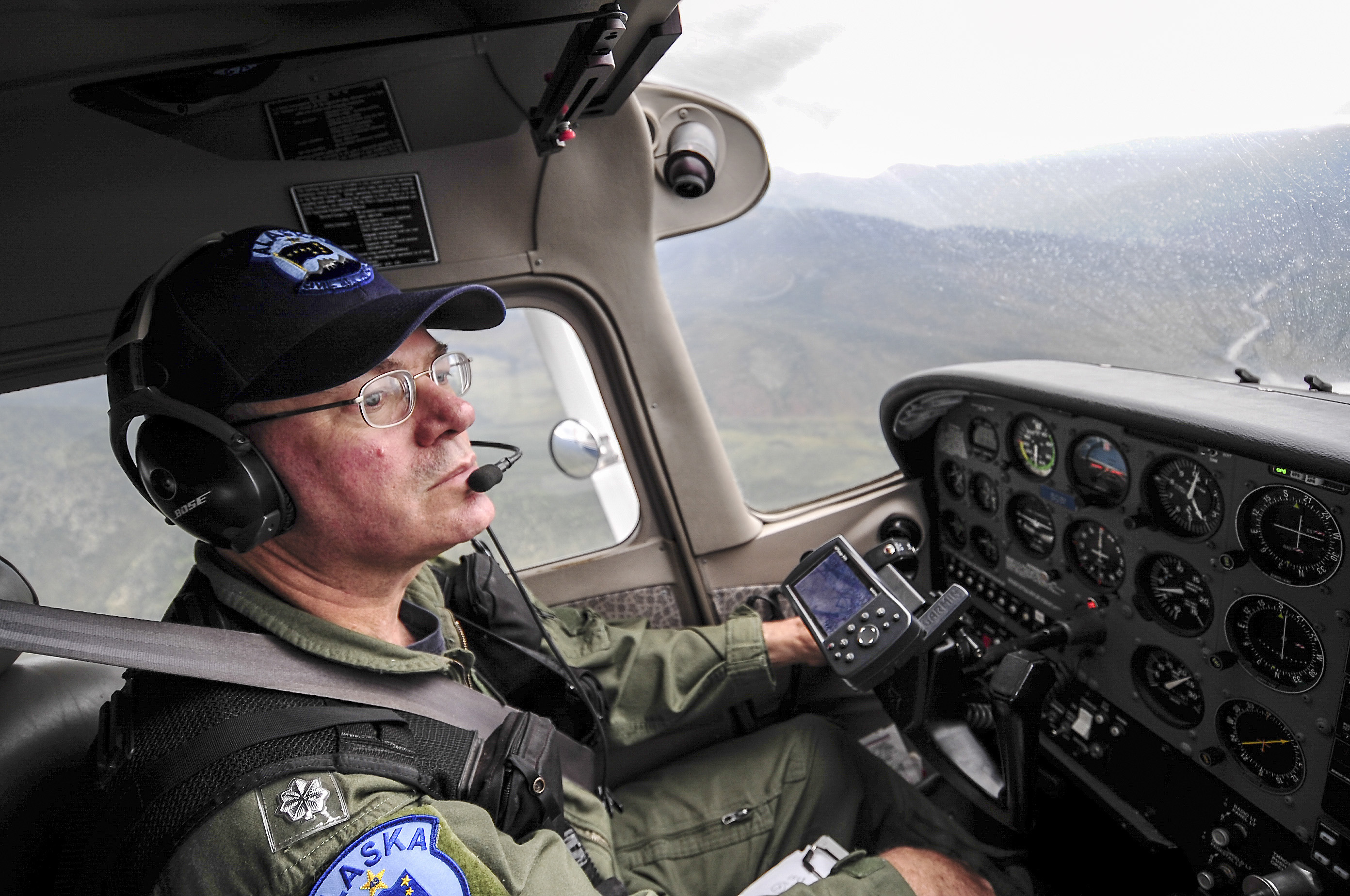
Mark Biron, membro do 71º Esquadrão Composto da Alaska Wing, pilota um Cessna 172 sobre o complexo militar "Joint Pacific Alaska Range Complex".

A Alaska Wing é dividida em dezessete esquadrões, que se reportam ao quartel-general localizado na Base Aérea de Elmendorf.
| Designação | Nome do Esquadrão                    | Localização              | Notas   |
| ---------- | ------------------------------------ | ------------------------ | ------- |
| AK001      | Alaska Wing Headquarters Squadron    | Elmendorf Air Force Base |         |
| AK009      | Ninth Composite Squadron             | Fairbanks                |         |
| AK010      | Homer Flight                         | Homer                    | Fechado |
| AK011      | Kenai Composite Squadron             | Kenai                    |         |
| AK015      | Anchorage Polaris Composite Squadron | Anchorage                |         |
| AK017      | 17th Composite Squadron              | Elmendorf Air Force Base |         |
| AK022      | Juneau Southeast Composite Squadron  | Juneau                   |         |
| AK025      | Seward Cadet Flight                  | Seward                   | Fechado |
| AK027      | Delta Force Cadet Squadron           | Delta Junction           |         |
| AK065      | Baranof Composite Squadron           | Sitka                    | Fechado |
| AK066      | Bethel Composite Squadron            | Bethel                   |         |
| AK068      | Bristol Bay Flight                   | King Salmon              |         |
| AK071      | Eielson 71st Composite Squadron      | Eielson Air Force Base   |         |
| AK072      | Valdez Composite Squadron            | Valdez                   |         |
| AK073      | Mat-Su Composite Squadron            | Wasilla                  |         |
| AK076      | Birchwood Composite Squadron         | Chugiak                  |         |
| AK085      | Tok Composite Squadron               | Tok                      |         |
| AK087      | Kodiak Island Composite Squadron     | Kodiak                   |         |
| AK091      | Gateway Composite Squadron           | Ketchikan                |         |
| AK092      | Yukon Composite Squadron             | Galena                   | Fechado |
| AK093      | Lake Hood Cadet Squadron             | Anchorage                |         |
| AK099      | Alaska State Legislative Squadron    | Elmendorf Air Force Base |         |